# Тарсаки
Тарсаки — деревня в Юкаменском районе Удмуртии, в составе Ертемского сельского поселения.

## География
Деревня расположена на высоте 235 м над уровнем моря.
Улицы:
- Ключевая
- Логовая
- Удмуртская

## Население
Численность постоянного населения деревни составляет 29 человек (2007).